# Corinne Hemink
Corinne Hemink-van den Hoeven (Utrecht, 12 april 1950) is een Nederlands documentairemaker (voor zowel radio als voor tv).
Na een universitaire opleiding (onderwijswetenschappen met een minor perswetenschappen) eerst aan de VU, later aan de GU in Amsterdam, kwam ze in 1980 in dienst bij de NOS, later bij de NPS. Daar was ze programmamaker van programma's als 'Een Leven lang' gevolgd door 'Radioatelier', later gevolgd door 'Holland Doc Radio' (NPS).
Voor haar programma met Marten Toonder ontving ze in 1992 de Zilveren Reissmicrofoon.
Corinne Hemink-van den Hoeven is zich sinds de jaren 90 gaan richten op film. Zo maakte ze verschillende documentaires, onder andere over de psychiater prof. dr. Kuiper.
Zij is de weduwe van Harry Hemink (1948-2003), voormalig algemeen directeur NCRV.
- International Standard Name Identifier: 0000 0003 9615 5578
- Nederlandse Thesaurus van Auteursnamen: 070898286
- Virtual International Authority File: 290967831
- WorldCat: E39PBJkdpVdyTj4Xt3d7QKQ8YP